# Lukas Klapfer
Lukas Klapfer (Eisenerz, 25 de diciembre de 1985) es un deportista austríaco que compite en esquí en la modalidad de combinada nórdica.
Participó en dos Juegos Olímpicos de Invierno, obteniendo en total tres medallas de bronce: una en Sochi 2014, en la prueba por equipo (junto con Christoph Bieler, Bernhard Gruber y Mario Stecher), y dos en Pyeongchang 2018, en el trampolín normal + 10 km individual y la prueba por equipo (junto con Wilhelm Denifl, Bernhard Gruber y Mario Seidl).
Ganó dos medallas de bronce en el Campeonato Mundial de Esquí Nórdico, en los años 2019 y 2021.

## Palmarés internacional
| Juegos Olímpicos   | Juegos Olímpicos            | Juegos Olímpicos  | Juegos Olímpicos         |
| Año                | Lugar                       | Medalla           | Prueba                   |
| ------------------ | --------------------------- | ----------------- | ------------------------ |
| 2014               | Sochi (Rusia)               | Medalla de bronce | TG + 4 × 5 km por equipo |
| 2018               | Pyeongchang (Corea del Sur) | Medalla de bronce | TN + 10 km individual    |
| 2018               | Pyeongchang (Corea del Sur) | Medalla de bronce | TG + 4 × 5 km por equipo |
| Campeonato Mundial |                             |                   |                          |
| Año                | Lugar                       | Medalla           | Prueba                   |
| 2019               | Seefeld (Austria)           | Medalla de bronce | TN + 4 × 5 km por equipo |
| 2021               | Oberstdorf (Alemania)       | Medalla de bronce | TN + 4 × 5 km por equipo |